# Aleksander Sergejevič Šulgin
Aleksander Sergejevič Šulgin (rusko Алекса́ндр Серге́евич Шульги́н), ruski general, * 1775, † 1841, Moskva.
Bil je eden izmed pomembnejših generalov, ki so se borili med Napoleonovo invazijo na Rusijo; posledično je bil njegov portret dodan v Vojaško galerijo Zimskega dvorca.

## Življenje
Leta 1786 je kot kadet vstopil v Artilerijsko in inženirsko vojaško šolo poljskega plemstva; ob koncu šolanja je bil 24. januarja 1795 premeščen kot kornet v Sumijski lahki konjeniški polk. 
Leta 1799 se je udeležil italijansko-švicarske kampanje. Čez tri leta (1802) je zapustil vojaško službo s činom podpolkovnika. Leta 1805 se je vrnil in sicer v Ulanski polk carjeviča Konstantina Pavloviča. 
Udeležil se je vojne tretje in četrte koalicije. Leta 1808 je postal adjutant carjeviča Konstantina Pavloviča in 12. oktobra 1811 je bil povišan v polkovnika. 
Leta 1812 je bil dodeljen generalu, odgovornem za policijo. 10. maja 1814 je bil povišan v generalmajorja. 
14. marca 1816 je postal višji policijski poveljnik v Moskvi; 2. avgusta 1825 je prevzel isti položaj v Sankt Peterburgu. 
Upokojil se je 30. decembra 1833.